# Sarah Stewart (baloncestista)
Sarah Stewart (13 de junio de 1976) es una jugadora de baloncesto en silla de ruedas de 3.0 puntos de Australia. Participó en los Juegos Paralímpicos de Atenas 2004, donde ganó una medalla de plata; en los Juegos Paralímpicos de Pekín 2008 , donde ganó una medalla de bronce; y en los Juegos Paralímpicos de Londres 2012, donde ganó una segunda medalla de plata.
Stewart ha jugado en la Liga Nacional de Baloncesto en Silla de Ruedas Femenina de Australia (WNWBL) y en la Liga Nacional de Baloncesto en Silla de Ruedas (NWBL) desde 2002. Ha ganado numerosos premios, entre ellos el de ser nombrada para el All-Star Five de la WNWBL en 2004, 2008, 2009, 2010 y 2012; el de Jugador Más Valioso (MVP) de la WNWBL en 2009 y 2010 en la clase de 3 puntos; y el de Mejor Nuevo Talento de la WNWBL en 2002. Fue Campeona de la WNWBL 2010 con los Sydney Uni Flames, y Campeona de la WNWBL 2005, 2006, 2007, 2008 y 2009 con los Hills Hornets. Fue la máxima anotadora de la WNWBL en 2010. También fue campeona de la NWBL en 2005 y 2004 con los West Sydney Razorbacks.
Stewart fue seleccionada por primera vez para jugar en el equipo nacional femenino de baloncesto en silla de ruedas de Australia, conocido como los Gliders, en 2003. Desde entonces ha jugado más de 150 partidos internacionales para Australia, ganando medallas de oro en los clasificatorios Paralímpicos de Asia y Oceanía de 2012 y 2008, los clasificatorios para la Copa Mundial de Asia y Oceanía de 2006, y la Copa de Osaka de 2009, 2010 y 2012. Fue nombrada Jugador Más Valioso de la Copa de Osaka de 2012 y fue la quinta estrella en el Four-Nation International de Sídney en 2007.

## Vida personal
Nació el 13 de junio de 1976. A los 17 años se lesionó el tobillo derecho al tropezar con las escaleras. Esto se convirtió en una distrofia simpática refleja. Luego se fracturó un hueso de su pierna izquierda, lo que provocó la distrofia en esa pierna también. Esto hizo que necesitara una silla de ruedas para moverse. Toca el saxofón en una banda. Asistió a la Universidad de Nueva Gales del Sur y a la Universidad de Sídney, donde tomó clases de Ciencia Cognitiva, Inglés y Filosofía. Tiene una licenciatura (con honores) en Filosofía y Ciencia Cognitiva y una licenciatura en inglés de la Universidad de Nueva Gales del Sur.
Obtuvo el Premio del Vicerrector de la Universidad de Sídney por logros académicos y deportivos en 2004, y el Premio a la Excelencia Académica de la Universidad de Sídney del Instituto de Deportes de Nueva Gales del Sur (NSWIS) en 2009. En 2012 fue candidata al doctorado en la Universidad de Sídney. Es vegana y usó Twitter para conectarse con otros acerca de ser vegana.

## Baloncesto en silla de ruedas

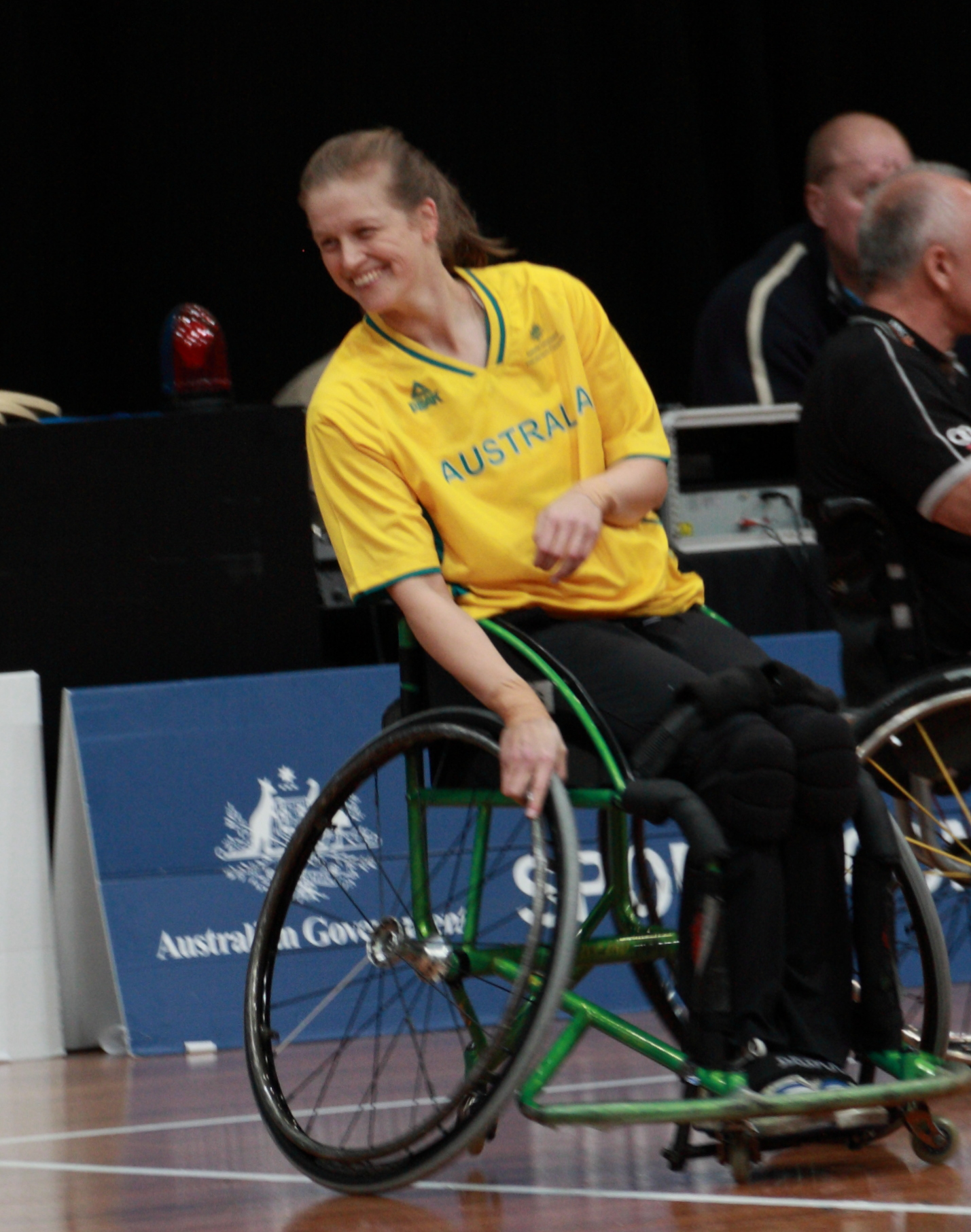
Stewart calentando antes de jugar baloncesto en silla de ruedas, para el equipo femenino australiano en el Rollers & Gliders World Challenge en Sídney.

Es una jugadora de 3.0 puntos. Empezó a practicar el deporte mientras asistía a la Universidad de NSW tras una visita de un programa de deportes en silla de ruedas de NSW. «Desde el momento en que me subí a la silla de baloncesto y empecé a jugar», recordó más tarde, «me sentí como en el Quidditch sobre ruedas». De 2003 a 2012, tuvo una beca en el Instituto de Deportes de Nueva Gales del Sur.

## Club
Ha jugado en la Liga Nacional de Baloncesto en Silla de Ruedas Femenina (WNWBL) en Australia desde 2002, con los North Sydney Bears de 2002 a 2004, los Hills Hornets de 2005 a 2010, y los Sydney University Flames desde 2011. En la Liga Nacional de Baloncesto en Silla de Ruedas (NWBL), una competición mixta, jugó para los West Sydney Razorbacks desde 2002 hasta 2011. Desde 2011 ha jugado para los Sydney University Wheelkings.
Stewart ganó el premio de estímulo en 2001 y 2002 en el Campeonato Nacional de Clubes Femeninos. En 2002, también fue nombrada la Jugadora Más Valiosa (MVP) del Desafío del Sur. Ha ganado numerosos premios, incluyendo parte de los Cinco Estrellas de la WNWBL de 2004, 2008, 2009, 2010 y 2012; el MVP de la WNWBL de 2009 y 2010 en la clase de 3 puntos; y el Mejor Nuevo Talento de la WNWBL de 2002. También fue la máxima anotadora de la WNWBL en 2010. Formó parte del equipo de campeones de la NWBL de 2004 y 2005 con los West Sydney Razorbacks, ganó el campeonato de la WNWBL de 2005, 2006, 2007, 2008 y 2009 con los Hills Hornets, y ganó el campeonato de la WNWBL de 2010 con los Sydney Uni Flames.
En la segunda ronda de la temporada 2008, las Western Stars derrotaron a los Hills Hornets por 52-44. Jugando para los Hornets, Stewart anotó 20 puntos en la derrota de su equipo. También en la segunda ronda de ese año, el equipo jugó contra los Dandenong Rangers, donde Stewart anotó 24 puntos en la victoria de su equipo por 72-38.

## Equipo nacional
Fue seleccionada por primera vez para jugar en el equipo nacional femenino de baloncesto en silla de ruedas de Australia, conocido como los Gliders, en 2003. Desde entonces ha jugado más de 150 partidos internacionales para Australia. Entre los aspectos más destacados de su carrera internacional se encuentran las medallas de oro en los clasificatorios para los Juegos Paralímpicos, de Asia y Oceanía de 2008 y 2012, los clasificatorios para la Copa Mundial de Asia y Oceanía de 2006 y la Copa de Osaka de 2009, 2010 y 2012. Fue nombrada MVP del torneo en la Copa de Osaka de 2012, y fue All-Star Five para el Four-Nation International en Sídney en 2007. Compitió en el Campeonato Mundial de Baloncesto en Silla de Ruedas de 2006 y 2010. Los Gliders terminaron cuartos en ambas ocasiones. Fue seleccionada para participar en un campo de entrenamiento de la selección nacional en 2010.

### Paralímpicos

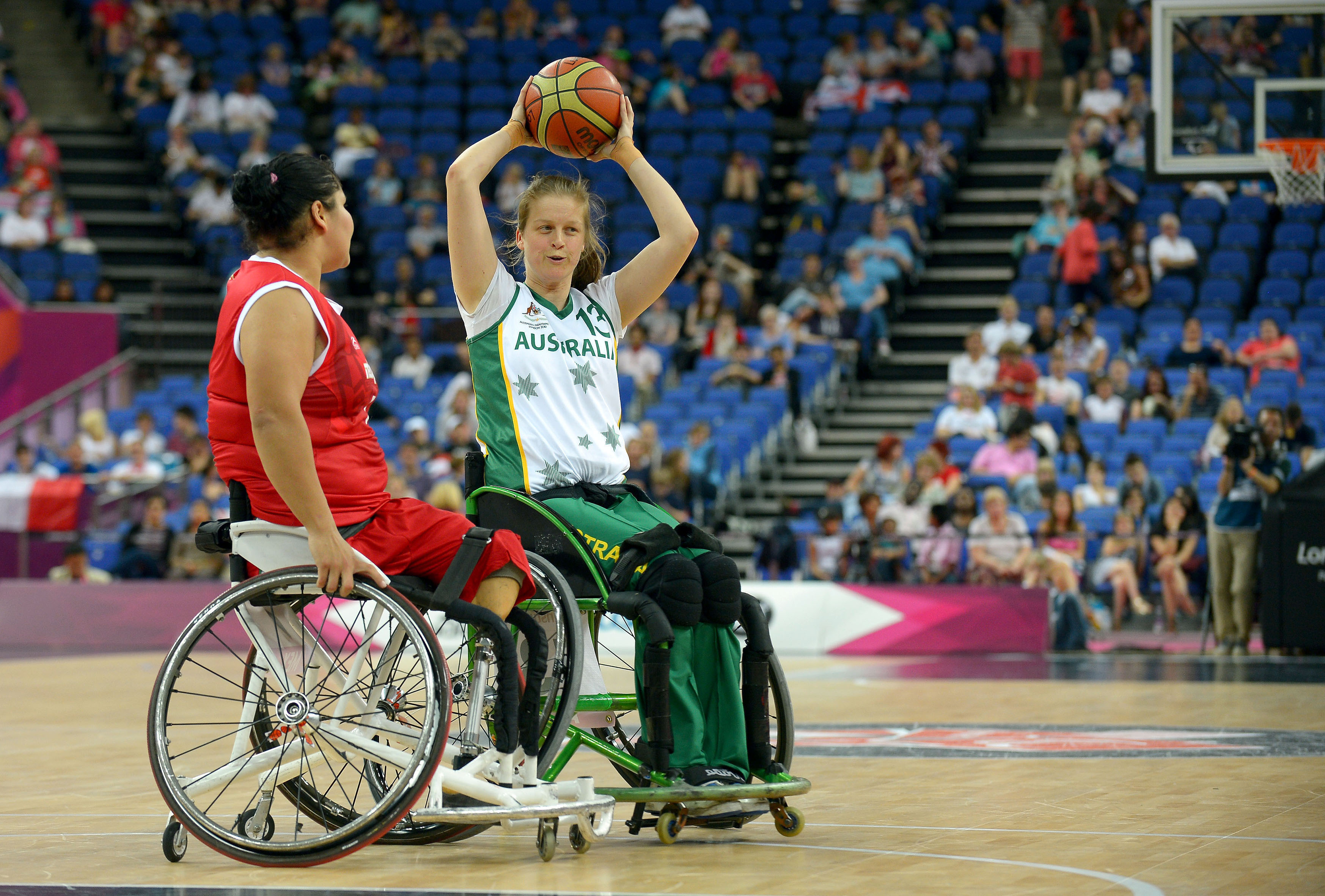
Stewart en los Juegos Paralímpicos de Londres 2012.

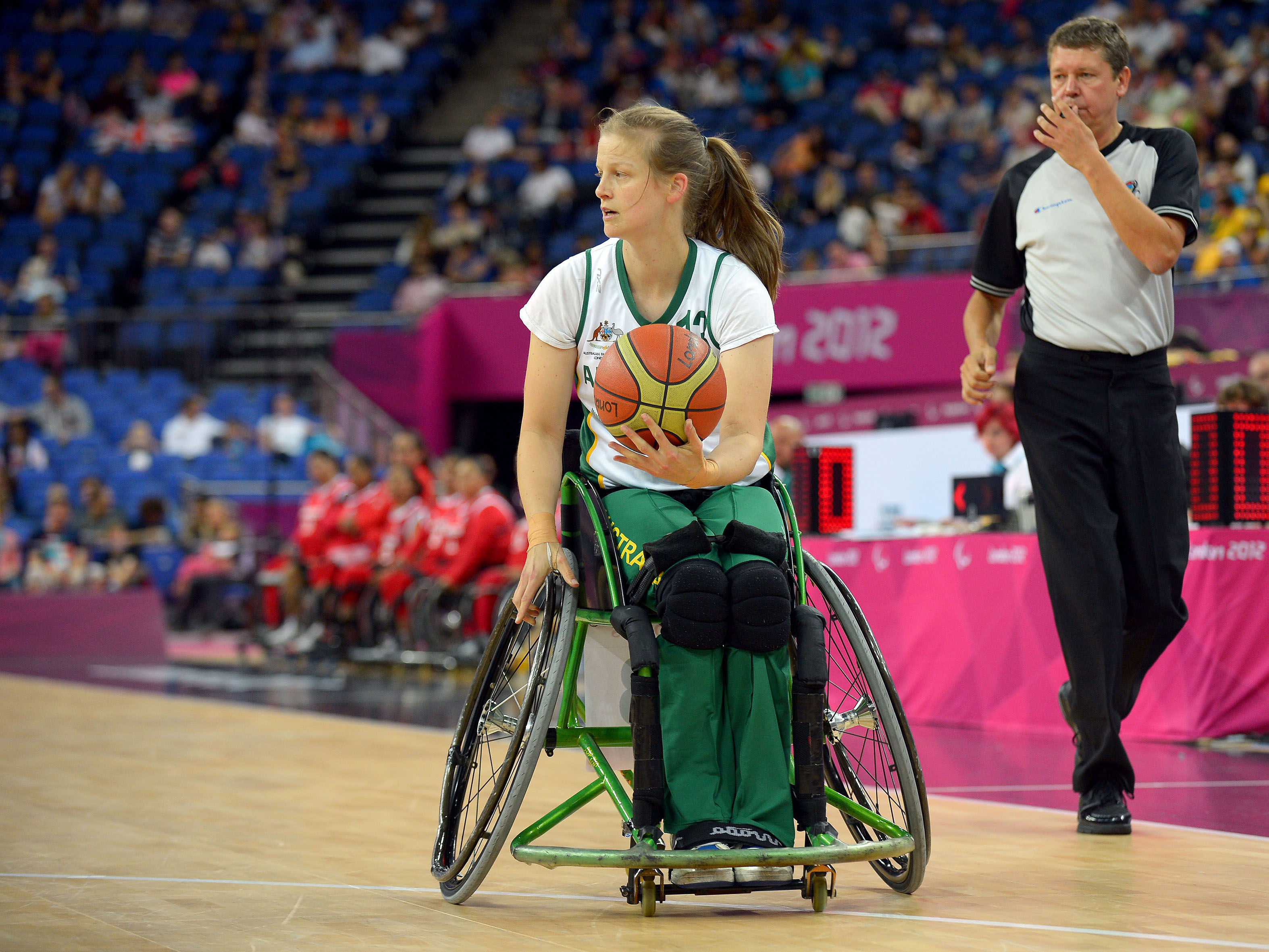
Stewart en los Juegos Paralímpicos de Londres 2012.

Formó parte del equipo ganador de la medalla de plata en los Juegos Paralímpicos de Atenas 2004, y del equipo ganador de la medalla de bronce, y del equipo ganador de la medalla de bronce en los Juegos Paralímpicos de Pekín 2008. en los Juegos Paralímpicos de Pekín 2008. Jugó en la derrota del equipo en la semifinal contra los Estados Unidos y fue una de las defensoras clave de Australia en el juego.
Stewart fue seleccionada para representar a Australia en los Juegos Paralímpicos de Londres 2012. En la fase de grupos, el equipo nacional femenino de baloncesto en silla de ruedas de Australia en los Juegos Paralímpicos de 2012 obtuvo victorias contra Brasil, Gran Bretaña, y los Países Bajos, pero perdió contra el Canadá. Esto fue suficiente para avanzar a los Gliders a los cuartos de final, donde vencieron a México. Los Gliders entonces derrotaron a los Estados Unidos por un punto para establecer un choque final con Alemania. Los Gliders perdieron 44-58, y ganaron una medalla de plata.

## Estadísticas
| Competición | Temporada | Partidos | FGM–FGA | FG%  | 3FGM–3FGA | 3FG% | FTM–FTA | FT%  | PF | Pts | TOT  | AST | PTS  |
| WNWBL       | 2009      | 16       | 117–351 | 33.3 | 0–13      | 0.0  | 17–40   | 42.5 | 24 | 251 | 12.4 | 4.4 | 15.7 |
| WNWBL       | 2010      | 14       | 98–275  | 35.6 | 0–7       | 0.0  | 14–41   | 34.1 | 29 | 210 | 12.7 | 4.1 | 15.0 |
| WNWBL       | 2011      | 18       | 148–371 | 39.9 | 1–9       | 11.1 | 26–51   | 51.0 | 34 | 323 | 11.9 | 3.7 | 17.9 |
| WNWBL       | 2012      | 18       | 170–380 | 34.7 | 0–16      | 0.0  | 23–45   | 51.1 | 30 | 363 | 12.6 | 4.1 | 20.2 |
| WNWBL       | 2013      | 16       | 120–280 | 42.9 | 1–10      | 10.0 | 28–49   | 57.1 | 30 | 269 | 10.9 | 4.1 | 16.8 |

| FGM, FGA, FG%: tiros de campo realizados, intentados y porcentaje | 3FGM, 3FGA, 3FG%: tiros de campo de tres puntos marcados , intentados y porcentaje   |
| FTM, FTA, FT%:tiros libres realizados, intentados y porcentaje    | PF: Faltas personales                                                                |
| Pts, PTS: Pts , PTS : puntos, promedio por juego                  | TOT: promedio de pérdidas de balón por juego, AST: promedio de asistencias por juego |